# Gourbeyrella madininae
Gourbeyrella madininae là một loài bọ cánh cứng trong họ Cerambycidae.